# آلومینیوم تری‌استات
آلومینیوم تری‌استات ، که به طور رسمی با نام آلومینیوم استات شناخته می‌شود، یک ترکیب شیمیایی با فرمول شیمیایی Al(CH
3CO
2)
3 است که در شرایط استاندارد، به صورت جامد سفید رنگ محلول در آب  می‌باشد. این ماده در حدود دمای ۲۰۰ درجه سانتی گراد تجزیه می‌شود
آنیون این ترکیب یون استات بوده با نماد OAc- است 
آلومینیوم تری‌استات به خاطر خاصیت ضد خارش و ضد عفونی کننده دارای کاربردهای درمانی است و به عنوان یک داروی بدون نسخه برای درمان التهاب گوش استفاده می‌شود .